# Maud de Braose, Baroness Mortimer of Wigmore
Maud de Braose, född 1224, död 1301, var en normandisk adelskvinna. 
Hon var en av fyra döttrar och arvtagare till William de Braose, en av de största jordägarna i Wales. Hon gifte sig med Roger Mortimer, 1st Baron Mortimer of Wigmore. Under baronernas andra krig 1265 hjälpte hon Edward I av England att fly från sin fångenskap i Wales. 
Hon har förekommit som karaktär inom skönlitteraturen.